# Bischoffsheim
Bischoffsheim (deutsch Bischofsheim im Elsass) ist eine französische Gemeinde mit 3352 Einwohnern (Stand 1. Januar 2021) im Département Bas-Rhin in der Region Grand Est (bis 2015 Elsass). Sie gehört zum Kanton Molsheim.

## Geografie
Die Gemeinde Bischoffsheim am Rand der Vogesen liegt 25 Kilometer südwestlich der Straßburger Innenstadt. Nachbargemeinden von Bischoffsheim sind Griesheim-près-Molsheim, Innenheim und Blaesheim im Nordosten, Hindisheim und Krautergersheim im Südosten, Obernai im Süden, Bœrsch im Westen sowie Rosheim im Nordwesten.

## Geschichte
Die volksetymologische Erklärung des Dorfnamens als ,Heim/Ort des Bischofs', die mit dem Ortswappen zum Ausdruck kommt, ist jedoch unwahrscheinlich. Im Mittelalter war die Nutzung des Wortes ,Bischof' als Funktionsbezeichnung untypisch gewesen – wenn, dann hätte man den Namen des konkreten Bischofs gewählt, der den Ort gegründet, erworben oder mit Rechten ausgestattet hat. Da, der Legende nach, Bischoffsheim von Chlodwig an den Heiligen Remigius übertragen worden sein soll, hätte es etwa eine Namengebung wie beispielsweise bei der analogen Schenkung Remigiusberg gegeben. 
Gerade die Ortslage an einem Berg legt aber eine andere Erklärung für den Ortsnamen nahe. Sie folgt der vaskonischen Hypothese. Der Münchner Sprachwissenschaftler Theo Vennemann, der diese Hypothese vertritt, verweist darauf, dass existierende Toponyme (Ortsnamen) in der Regel von Neueinwanderern übernommen werden (sprachliches Substrat). Eine auffallende Häufung ähnlicher Namen bei jeweils ähnlicher Geographie wäre demnach ein Indikator für ein existierendes Wort in einer früheren Besiedlungsphase. Die Häufung von „Bischofs-“ Ortsnamen auf jeweils langgezogenen Bergrücken legt die Vermutung nahe, dass dies auch hier der Fall gewesen sein könnte (wobei es sich im Einzelfall natürlich dennoch immer um einen Zufall oder eine andere Herleitung handeln kann). In jedem Fall ,passt' diese topologische Beschreibung eindeutig zu „Bischoffsheim“ beziehungsweise zu dem mit dem Ort verbundenen Kloster „Bischerberg“, wie auch zu vielen anderen, ähnlichen Ortsnamen (zum Beispiel Bischofroda oder Bischofsheim in der Rhön). Die vaskonische Hypothese geht von einer alteuropäischen Sprache aus, deren letztes existierende Relikt das Baskische ist. Dort gibt es das Wort ,bizkar', das ,Bergrücken', ,langgestreckte Anhöhe in den Bergen' bedeutet. Diese toponymische Beschreibung trifft auch hier insbesondere auf das Kloster zu.
Falls diese Erklärung stimmen sollte, würde dies darüber hinaus bedeuten, dass die Besiedlung der Region in alteuropäischer Zeit erfolgt war. Demnach wäre das Gebiet des heutigen Ortes Bischoffsheim bereits vor der indoeuropäischen Landnahme bewohnt gewesen, also vor dem dritten vorchristlichen Jahrtausend. In der Tat weisen Ausgrabungen am Ort auf eine Besiedlung bereits in neolithischer Zeit hin. 
Siedlungsspuren sind schon für die Jungsteinzeit belegt. Die indoeuropäische Besiedlung war dann vermutlich zunächst keltisch.  Aus der Römerzeit stammt ein Schatzfund mit etwa 8000 Münzen sowie sekundärverwendete Bausteine, die teilweise lateinische Inschriften aufweisen. Es scheint hier ein römisches Heerlager gegeben zu haben. Die germanische Landnahme erfolgte zunächst durch die Alemannen, später durch die Franken. Merowingergräber zeugen von einer frühen mittelalterlichen Siedlung.
Angebliche urkundliche Erwähnungen von 530 und 662 stammen aus Briefen und Testamenten im Umkreis der Bischöfe von Reims. Die Historiker neigen dazu, die Namensform „Biscofesheim“  den hessischen oder badischen Bischofsheimen und die Namensform „Piscofesheim“ dem saarländischen Bischmisheim zuzuordnen. Das in einer Urkunde Kaiser Ottos II. von 977 genannte „Piscofesheim“ sollte wegen der mitgenannten hessischen Orte (rund um Frankfurt am Main) am ehesten in Hessen gesucht werden. Erst das in einer Urkunde Kaiser Friedrichs II. von 1221 als väterliches Lehen genannte „Bischovesheim“ wird von den Herausgebern der „Regesta Imperii“ dem elsässischen Bischoffsheim zugeordnet (RIplus URH 144). Auch in Regesten von 1278, 1330 und 1339 heißt es „Bischovesheim“. 
Bischoffsheim war im ehemaligen Besitz des Bistums Straßburg. Das Kloster Bischenberg gründeten die Brüder Recollets und wurde 1825 von den Redemptoristen übernommen. Der Ort wurde im Laufe der Jahrhunderte wiederholt verwüstet, besonders während des Bauernkrieges und des Dreißigjährigen Krieges. Nach dem Westfälischen Friede kam das Elsass zu Frankreich, blieb aber Teil des Heiligen Römischen Reiches und somit deutschsprachig. Von 1871 bis zum Ende des Ersten Weltkrieges gehörte Bischoffsheim als Teil des Reichslandes Elsaß-Lothringen zum Deutschen Reich und war dem Kreis Molsheim im Bezirk Unterelsaß zugeordnet.
Encylclopedie de L'Alsace Volume 2, Strasbourg 1983. 

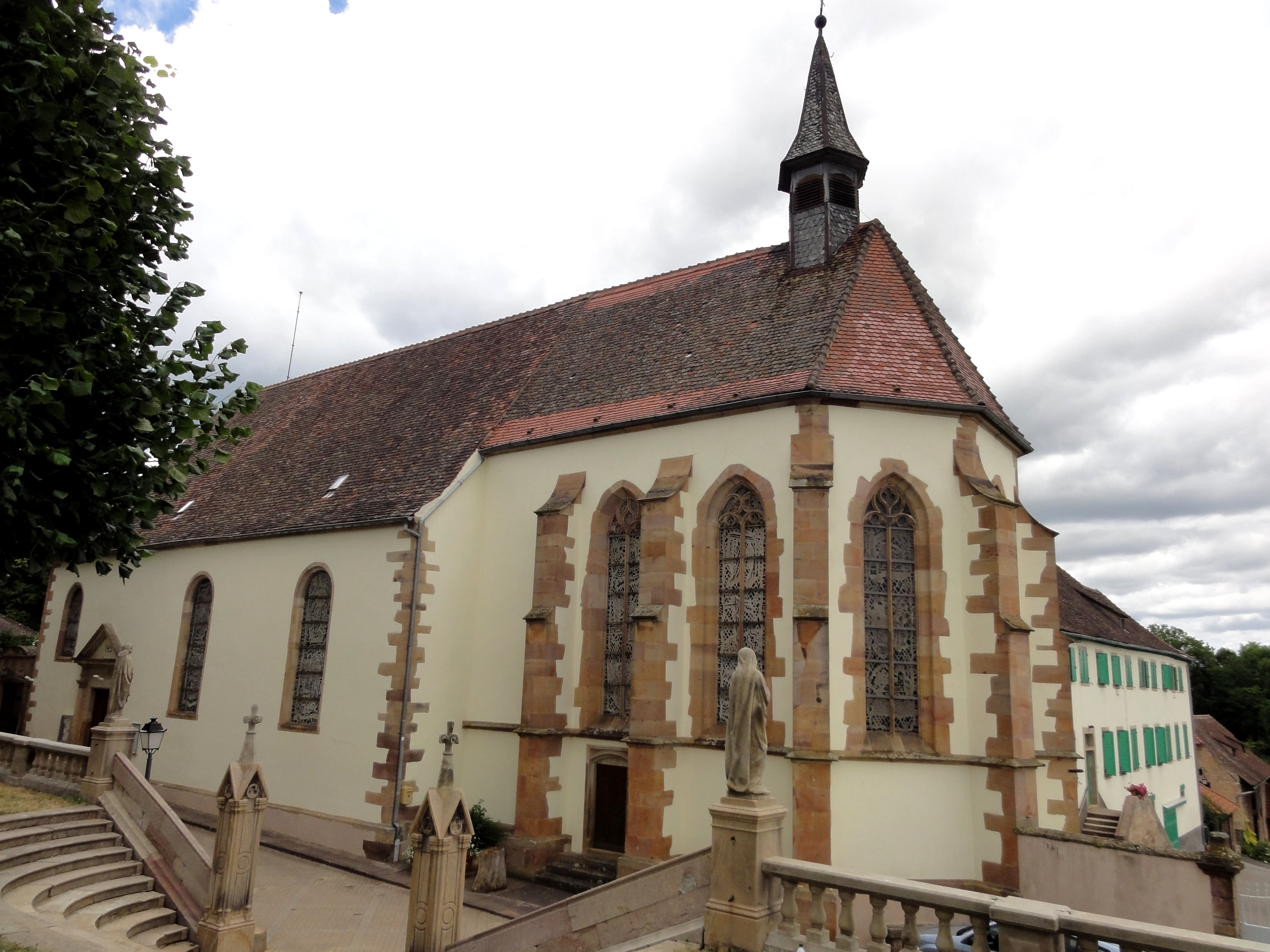
Kloster Bischenberg
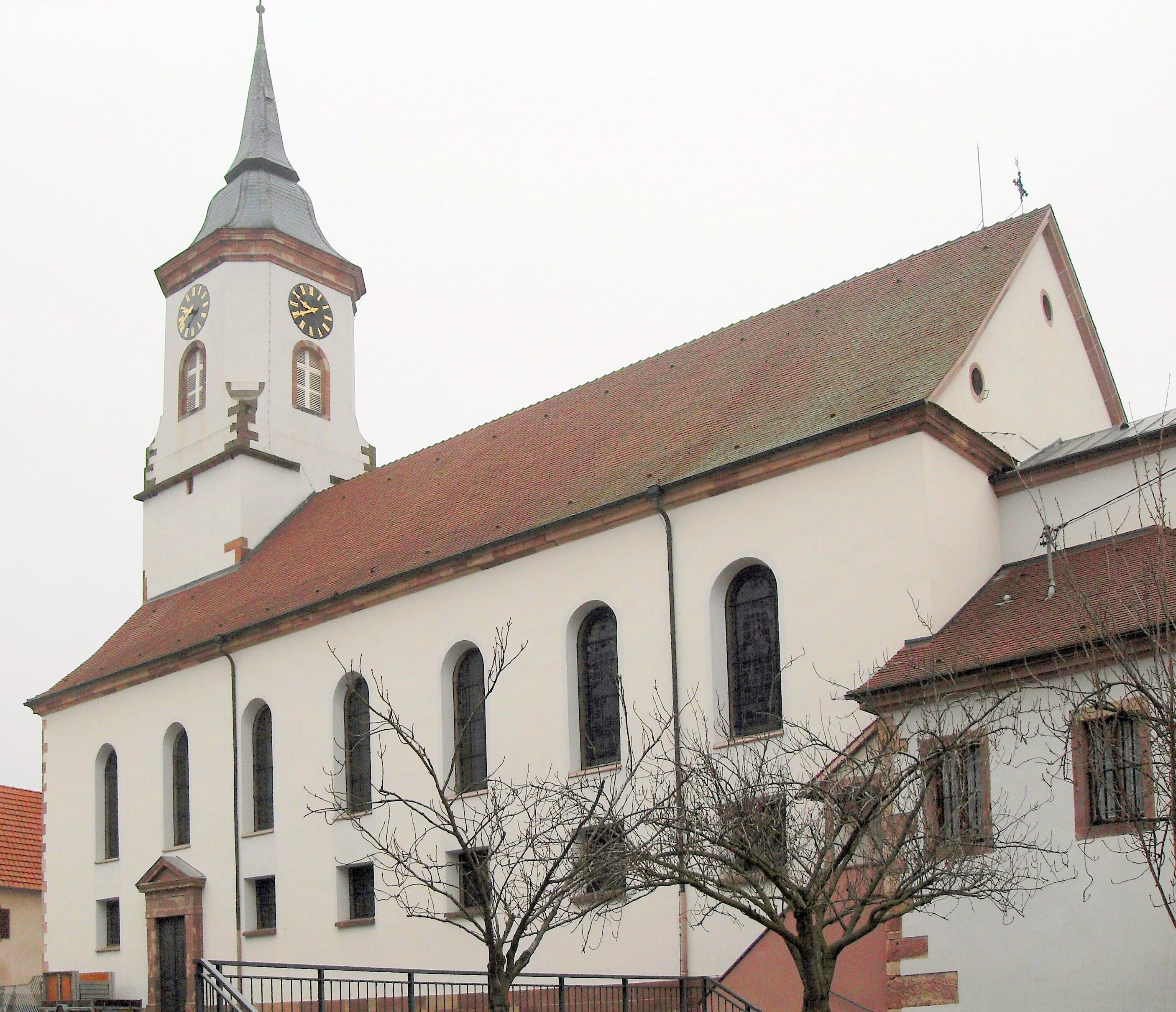
Kirche Sainte-Aurélie
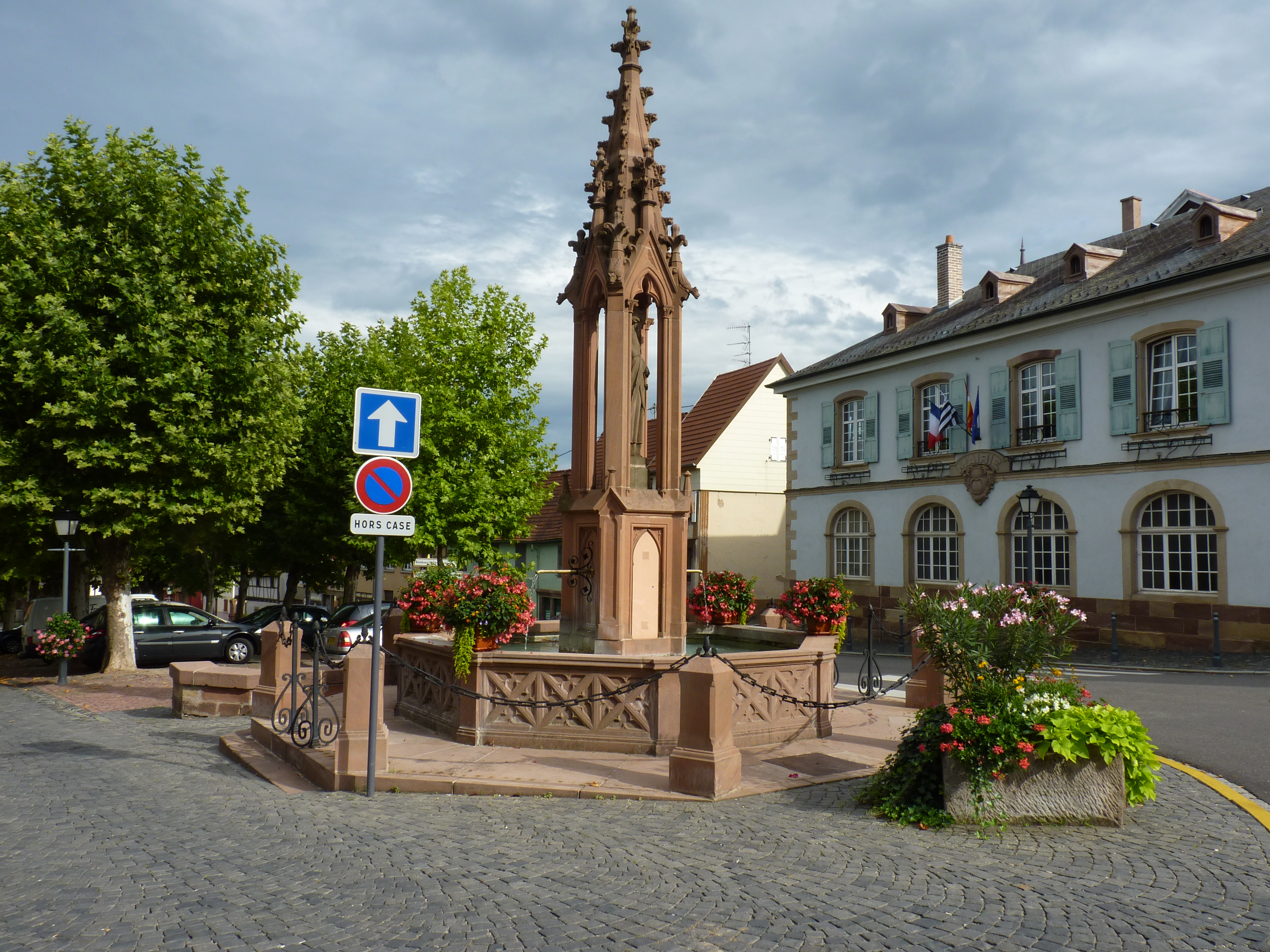
St. Rémy-Brunnen am Rathaus

| Jahr      | 1910  | 1962 | 1968 | 1975 | 1982 | 1990 | 1999 | 2007 | 2017 |
| --------- | ----- | ---- | ---- | ---- | ---- | ---- | ---- | ---- | ---- |
| Einwohner | 1.488 | 1477 | 1495 | 1819 | 2075 | 2176 | 2768 | 3141 | 3330 |

## Sehenswürdigkeiten
- Mairie Bischoffsheim
- Kloster auf dem 361 m hohen Bischenberg mit barocker Kirche
- Kirche Sainte-Aurélie, im 18. Jahrhundert rekonstruiert
- St. Rémy-Platz mit Brunnen von 1875 mit Becken von 1349

## Verkehr
Der Ort liegt an der Departementsstraße D 216, die im Westen nach Bœrsch an der Elsässer Weinstraße führt. Im Osten der Gemeinde verläuft die D 422, die von Obernai nach Rosheim führt und auch die etwas östlichere D 500 von Obernai nach Molsheim tangiert Bischoffsheim.
Durch Bischoffsheim führt die Bahnstrecke Sélestat–Saverne, die von TER-Zügen von und nach Strasbourg und Sélestat bedient wird.

## Gemeindepartnerschaften
Seit 1992 ist Bischoffsheim mit der bretonischen Gemeinde Ploubazlanec im Département Côtes-d’Armor verschwistert.

## Persönlichkeiten
- Alphonse Charles Kirmann (1887–1955), römisch-katholischer Ordensgeistlicher und Apostolischer Vikar von Sassandra